# Heinrich Büllwatsch
Heinrich Büllwatsch (* 1. Jänner 1935) ist ein ehemaliger österreichischer Fußballnationalspieler. Er war Mitglied des Wiener Sport-Clubs und bestritt im Jahr 1958 zwei A-Länderspiele für die Nationalmannschaft von Österreich. Sein erstes Länderspiel absolvierte er am 6. Oktober 1958 im Wettstreit Österreich gegen Frankreich (1:2), sein zweites und letztes Länderspiel fand am 20. Mai 1959 in Oslo im Spiel gegen Norwegen im Rahmen der damals ausgetragenen Europameisterschaft für Nationalmannschaften statt, welches mit einem 1:0-Sieg für die Gäste endete. - Ab Sommer 1962 war er als Spieler in Kärnten, vorerst bis Sommer 1967 beim SK Austria Klagenfurt, danach bei der WSG Radenthein (bis Juni 1971).

## Stationen
- 1954 bis 1962: Wiener Sport-Club
- 1962 bis 1967: SK Austria Klagenfurt
- 1967 bis 1971: WSG Radenthein